# Planeet

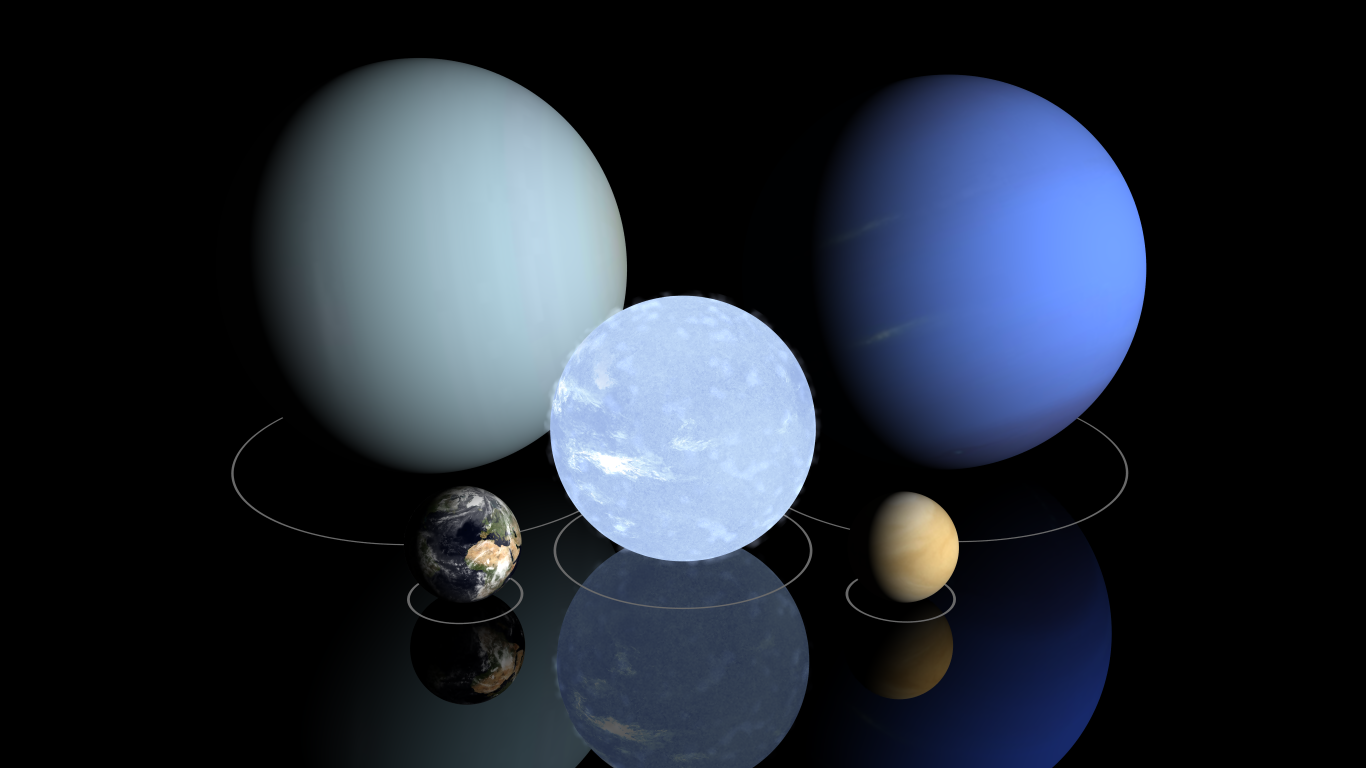
De relatieve grootte van de planeten Uranus (linksachter), Neptunus (rechtsachter), Aarde (linksvoor) en Venus (rechtsvoor) uit het zonnestelsel en de ster Sirius B (midden).

Een planeet is een hemellichaam dat zich om een ster beweegt. Planeten hebben genoeg massa om een ronde vorm te benaderen, maar te weinig massa om in hun binnenste tot kernfusie te leiden, zodat ze zelf geen licht geven.
In ons zonnestelsel bewegen zich acht planeten om de Zon. De Aarde is daarvan zeer waarschijnlijk de enige waarop leven voorkomt. In het sterrenstelsel waartoe de Zon behoort, de Melkweg, hebben waarschijnlijk de meeste sterren een planetenstelsel, waarin zich een of meer planeten rond die ster bewegen.
De wetenschap die zich bezighoudt met het bestuderen van planeten en andere hemellichamen, heet planetologie.

## Etymologie

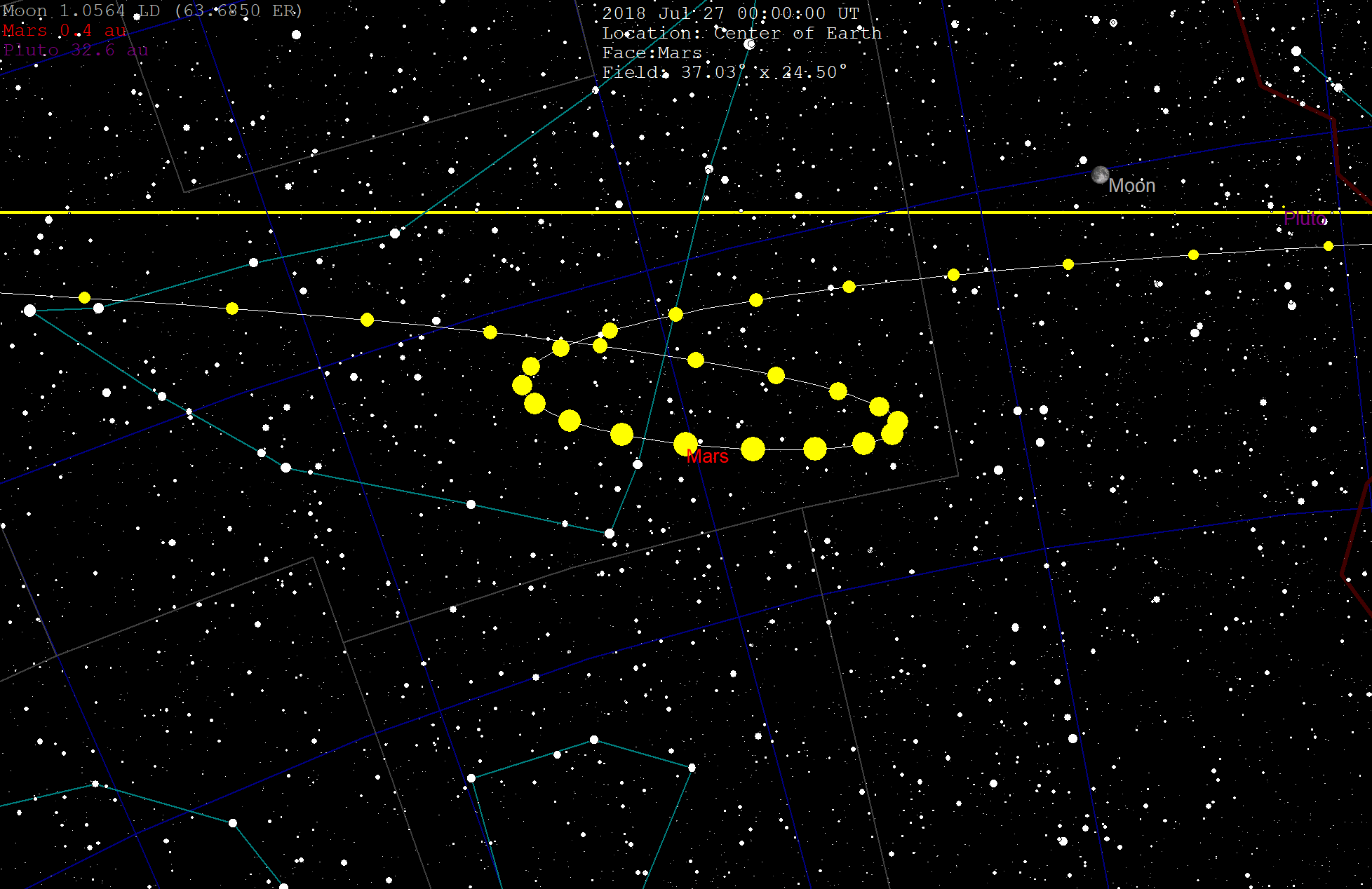
De beweging van Mars aan de hemel in 2018

Vanaf de Aarde gezien bewegen de andere planeten zich elk op hun eigen manier langs de hemelbol en verplaatsen zich schijnbaar ten opzichte van de sterren. Daardoor werden de planeten in het Grieks 'zwerver' of later in het Nederlands 'dwaalster' genoemd. De term 'planeet' is afkomstig van het Griekse πλανήτης, planētēs, dat weer teruggaat op πλανὰομαι, planáomai, dat ronddolen of rondzwerven betekent. Dat had in het oude Griekenland betrekking op vee dat in het rond liep. Alle hemellichamen die niet met de sterrenhemel meebewogen, werden in de klassieke oudheid planeet genoemd. Behalve de toen bekende planeten Mercurius, Venus, Mars, Jupiter en Saturnus werden ook de Zon en de Maan als planeet beschouwd.
Na het verwerpen van de leer van het geocentrisme en het aannemen van het heliocentrische model werd de Aarde aan het rijtje van planeten toegevoegd en de zon ervan afgehaald. Toen Galileo Galilei manen rond Jupiter ontdekte werd ook de maan van de Aarde niet langer als planeet gezien. Lange tijd werd ieder hemellichaam dat rond de zon draaide, maar niet rond een ander hemellichaam, 'planeet' genoemd. Er was toen nog niet de mogelijkheid om planeten bij andere sterren waar te nemen.

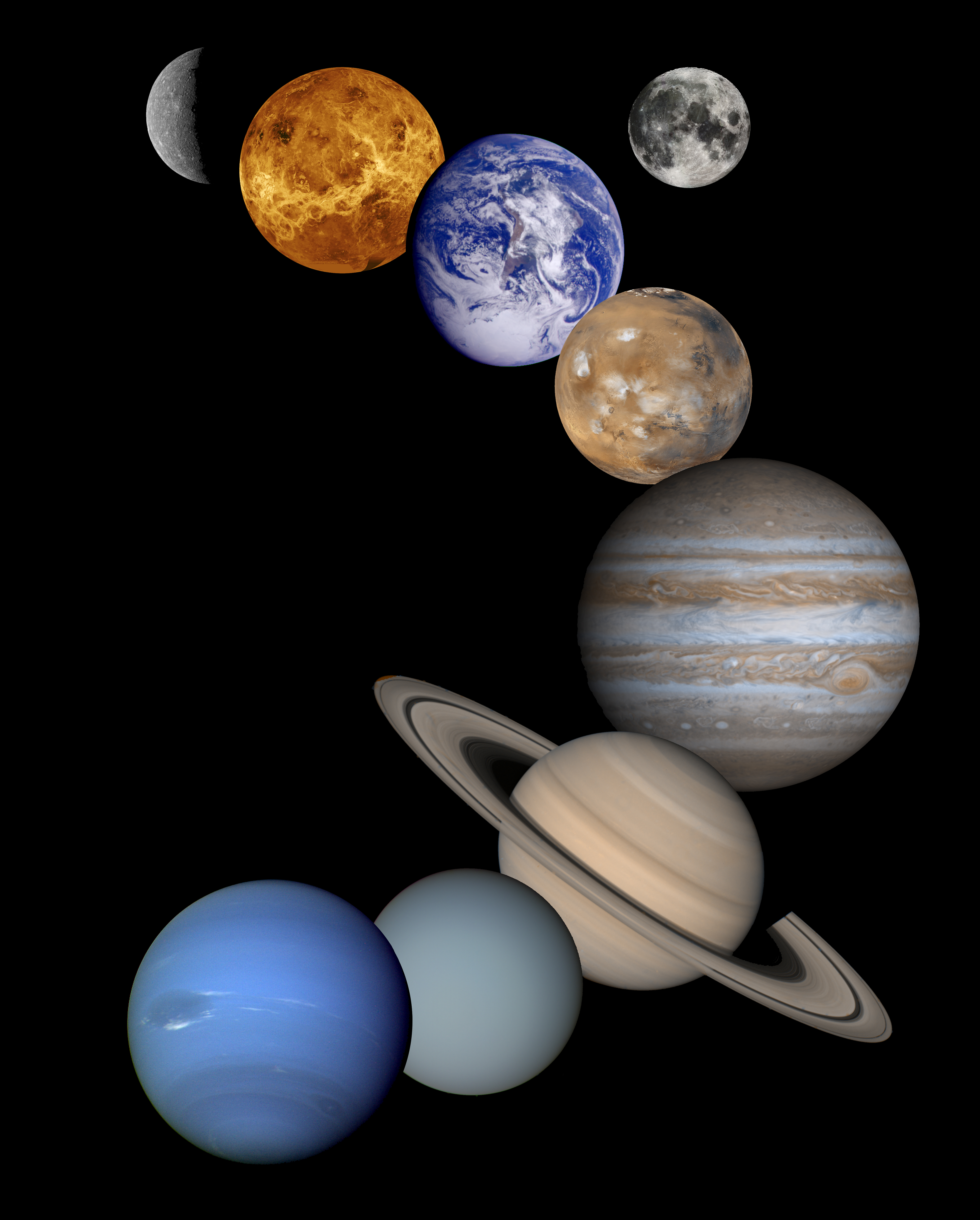
Montage van de planeten van het zonnestelsel inclusief onze maan in volgorde vanaf de zon naar buiten (planeten niet op schaal).

## Planeten in het zonnestelsel

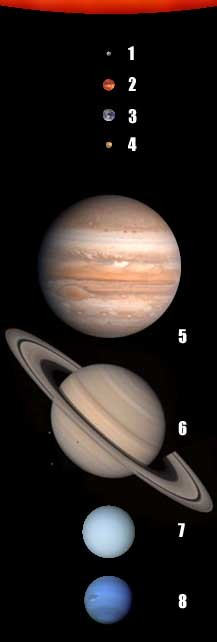
Bovenaan een stukje van de zon, daaronder de acht planeten op schaal.
1. Mercurius
2. Venus
3. Aarde
4. Mars
5. Jupiter
6. Saturnus
7. Uranus
8. Neptunus

Het zonnestelsel bevat acht planeten. Vanaf de zon gezien zijn dat (genummerd volgens afbeelding rechts):
1. Mercurius
2. Venus
3. Aarde
4. Mars
5. Jupiter
6. Saturnus
7. Uranus
8. Neptunus

Vrijwel alle planeten zijn (in Europese talen) genoemd naar Romeinse goden. De enige uitzonderingen zijn Uranus (genoemd naar een Griekse godheid) en de Aarde.

## Exoplaneten

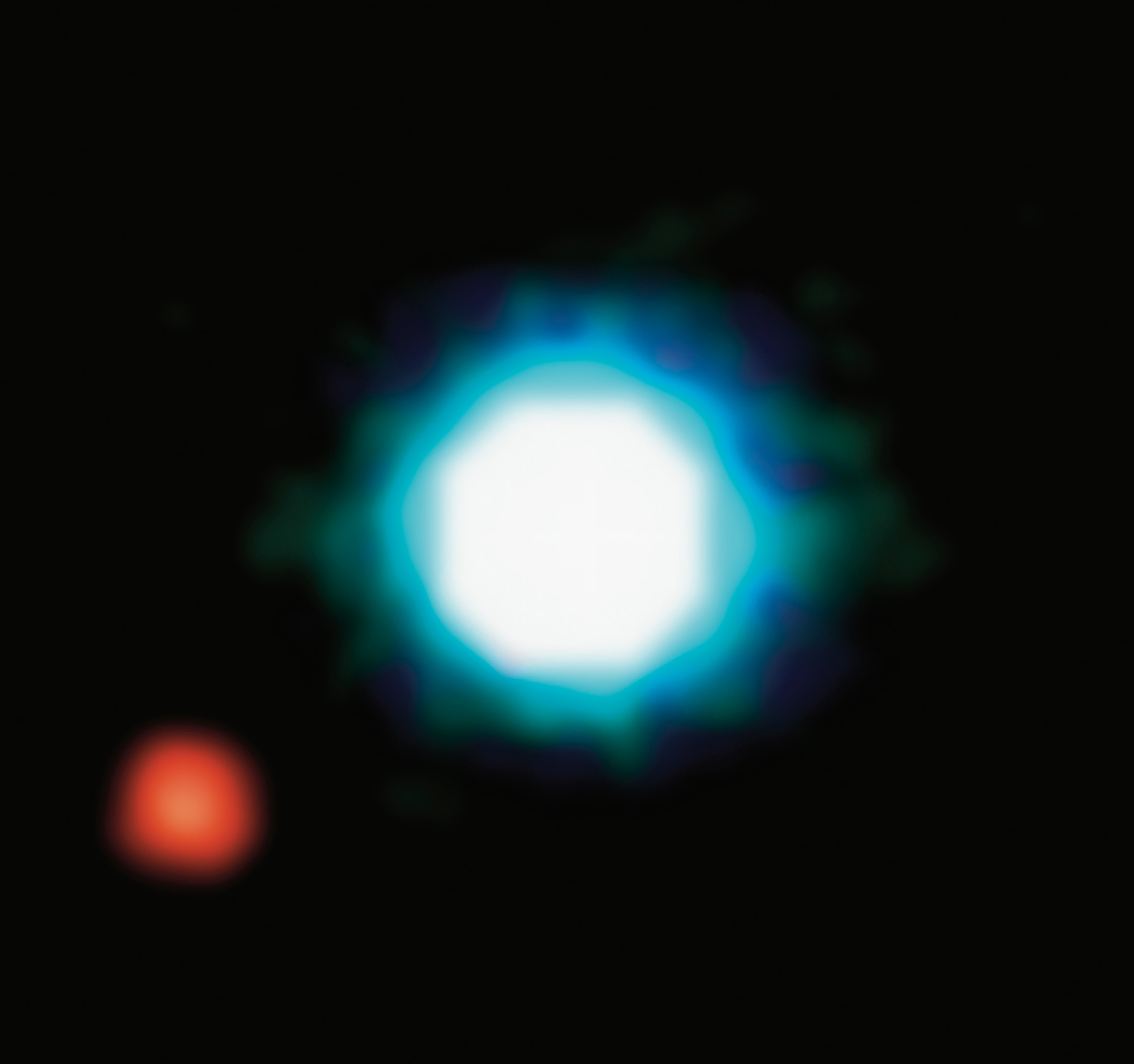
De eerste directe waarneming van de exoplaneet 2M1207b (rood) bij de bruine dwerg 2M1207.

Een planeet die om een andere ster dan de Zon wentelt, heet exoplaneet. Exoplaneten zijn moeilijk waar te nemen: ze zijn uiterst lichtzwak omdat ze doorgaans kleiner zijn dan sterren en geen licht uitzenden, maar weerkaatsen, en ze bevinden zich bovendien dicht bij de veel lichtsterkere centrale ster. De eerste indirecte waarnemingen die het bestaan van exoplaneten bevestigden, dateren uit de jaren 1990. Pas sinds 2004 zijn er rechtstreekse waarnemingen.
Naast directe waarneming onderscheidt men de volgende methoden om exoplaneten te vinden:

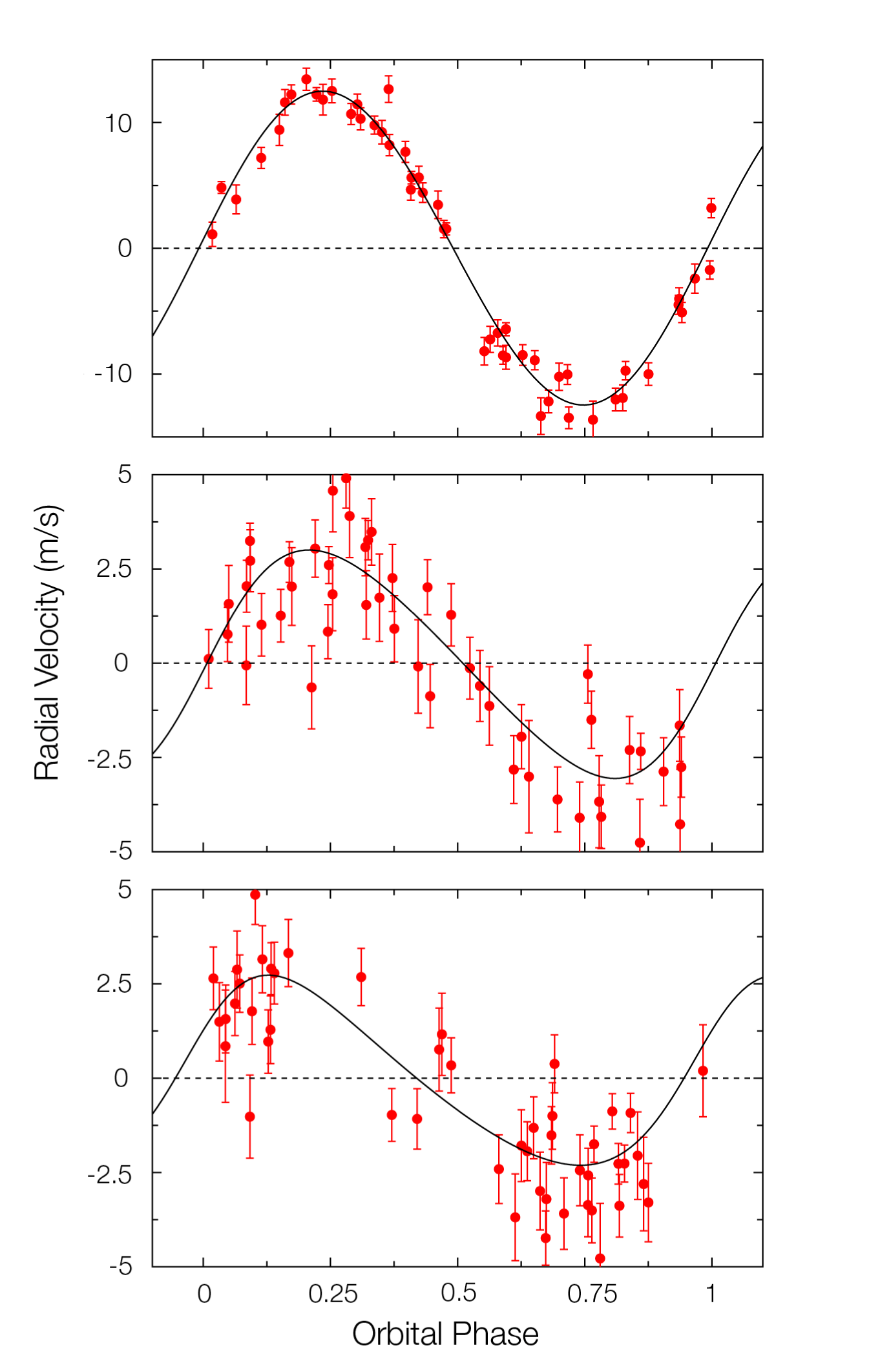
De verandering in de radiële snelheid van Gliese 581 ten gevolge van de aanwezigheid van drie planeten

1. spectroscopie: waarneming van een periodieke variatie in de radiële snelheid van de centrale ster, zoals bij spectroscopische dubbelsterren

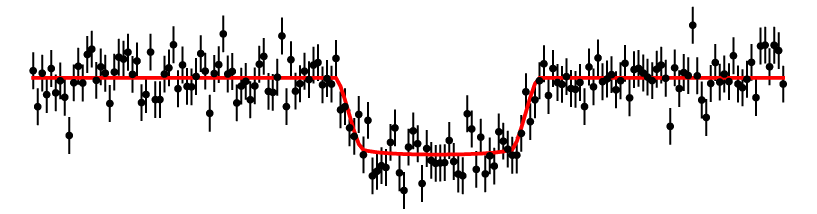
Overgang van de planeet K2-28b voor de ster K2-28

1. fotometrie: waarneming van een periodieke variatie in de helderheid van de centrale ster, veroorzaakt door een overgang van de planeet, zoals bij bedekkingsveranderlijken
2. gravitationele microlensing: een toevallige gebeurtenis waarbij een grote, onzichtbare planeet een variatie veroorzaakt in de afbuiging van het licht van achterliggende, verder verwijderde sterren

De naam van planeten buiten het zonnestelsel wordt gegeven door de naam of aanduiding van de ster waar de planeet omheen draait, te voorzien van een extra kleine letter (voorbeeld: 70 Virginis b). Bij een dubbelster wordt een hoofdletter toegevoegd om aan te geven rond welke ster de planeet draait (voorbeeld: Gliese 15 Ab). Daarnaast heeft de IAU aparte namen gegeven aan een beperkt aantal exoplaneten (voorbeeld: Nachtwacht).

## Solitaire planeten
Solitaire planeten hebben geen ster in de omgeving die hun baan bepaalt. Ze zijn moeilijk waarneembaar, maar in december 2021 maakte de European Southern Observatory bekend dat ze er zeventig had opgespoord in de sterrenbeelden Schorpioen en Slangendrager. Daardoor kan nu onderzoek worden gedaan naar hun ontstaansgeschiedenis.

## Classificatie
Op basis van samenstelling kunnen planeten worden ingedeeld in aardse of terrestrische planeten, gasreuzen of ijsreuzen. Aardse planeten kenmerken zich door de aanwezigheid van een steenachtig oppervlak. Binnen het zonnestelsel worden Mercurius, Venus, Aarde en Mars daartoe gerekend. Jupiter en Saturnus behoren tot de gasreuzen omdat deze grote planeten geen vast oppervlak hebben. In het verleden werden ook Uranus en Neptunus tot de gasreuzen gerekend, maar naarmate de kennis van het zonnestelsel toenam, is er voor deze planeten een aparte categorie gemaakt, de ijsreuzen, omdat ze voornamelijk bestaan uit bevroren methaan, ammoniak en water.
Voor de classificatie van planeten buiten het zonnestelsel (exoplaneten) zijn, onder andere door de moeilijke waarneming (ze worden zelden rechtstreeks waargenomen maar hun bestaan wordt bijvoorbeeld afgeleid uit de afwijking in de baan van de sterren), nog geen regels vastgesteld. Naast de bovengenoemde soorten zijn de volgende soorten voorgesteld: gasdwergen, hete Jupiters, excentrische Jupiters, kernloze planeten, koolstofplaneten, lavaplaneten, mesoplaneten, oceaanplaneten en superaardes.
De meeste planeten zijn waarschijnlijk onbewoonbaar. Een superbewoonbare planeet is een planeet die beter bewoonbaar is dan de Aarde.

### Onderscheid met andere lichamen
De Internationale Astronomische Unie (IAU) erkent als planeet hemellichamen die:
1. in een baan om een ster bewegen en zelf geen ster of maan (satelliet) van een planeet zijn;
2. voldoende zwaartekracht hebben om de krachten van een vast lichaam te overwinnen en daardoor een hydrostatisch evenwichtige (vrijwel ronde) vorm aannemen;
3. de omgeving van hun banen hebben "schoongeveegd" van andere objecten.

Als wel aan de eerste twee voorwaarden wordt voldaan, maar niet aan de derde, wordt het betreffende hemellichaam een dwergplaneet genoemd. Een voorbeeld van een dwergplaneet is Ceres, die een baan in de planetoïdengordel tussen de banen van Mars en Jupiter heeft. In de Kuipergordel, buiten de baan van Neptunus, komen meer dwergplaneten voor. De bekendste daarvan is Pluto. Andere voorbeelden zijn Eris, Sedna en Quaoar. Objecten die zich in een baan buiten Neptunus bevinden, maar nog steeds om de Zon draaien, worden ook geclassificeerd als transneptunisch object. Pluto werd lang als planeet beschouwd, maar met de ontdekking van Eris in 2005 kwam de status van Pluto ter discussie te staan. De IAU nam daarop de bovenstaande definitie aan, waardoor Pluto de planeetstatus verloor.
Objecten die zo weinig massa hebben dat de eigen zwaartekracht ook niet groot genoeg is om een bolvorm te benaderen, worden planetoïden genoemd.
Het verschil tussen een bruine dwerg en een planeet is dat bij de eerste wel (enige) kernfusie plaatsvindt en bij planeten niet. Ook is de ontstaanswijze anders.
Ten slotte verschilt een planeet van een maan, omdat een planeet rond een ster beweegt. Een maan beweegt rond een planeet, dwergplaneet, planetoïde, of eventueel een andere maan. Bij een maan ligt het gemeenschappelijke zwaartepunt waaromheen beide objecten draaien binnen de oppervlakte van de planeet. Als de massa van de maan groot genoeg is om het massamiddelpunt buiten de oppervlakte van de planeet te plaatsen, spreekt men van een dubbelplaneet. Bij de dwergplaneet Pluto en diens maan Charon ligt dit punt buiten Pluto, zodat er sprake is van een dubbeldwergplaneet. Omdat Charon kleiner is dan Pluto, wordt Charon desondanks vaak als maan beschouwd.
Nabij vele planeten worden manen en ringen gevonden.

## Ontdekkings- en verkenningsgeschiedenis
Enkele relatief dicht bij de Aarde staande planeten zijn in de oudheid al beschreven doordat zij met het blote oog zichtbaar zijn. Mercurius was rond 3000 v.Chr. bekend bij de Sumeriërs onder de naam Ubu-idim-gud-ud. De eerste gedetailleerde beschrijvingen van Venus dateren uit de 17e eeuw v.Chr., eveneens door de Sumeriërs. Mars was bekend in het Oude Egypte, en de Arabieren noemden deze planeet "Al Qahira", dezelfde naam als de stad Caïro. Ook Jupiter en Saturnus waren in de oudheid bekend, doordat deze planeten vaak als zeer heldere sterren aan de hemel stonden. Andere planeten zijn vanaf de Aarde niet met het blote oog zichtbaar.
In 1610 ontdekte Galileo Galilei met een telescoop de vier grootste manen van Jupiter, de eerste manen die rond een andere planeet zijn waargenomen. Uranus (1781) en Neptunus (1846) werden voor het eerst waargenomen met behulp van telescopen. In 1930 werd Pluto voor het eerst waargenomen tijdens het vergelijken van fotografische platen.
Vanaf halverwege de jaren negentig van de 20e eeuw zijn de eerste planeten buiten het zonnestelsel ontdekt. Deze exoplaneten zijn uitsluitend met geavanceerde technieken te detecteren. Het Kepler Space Observatory heeft hierbij een grote rol gespeeld. In november 2007, dat is voor de lancering van het Kepler Space Observatory in 2009, waren ruim 100 planeten buiten het zonnestelsel bekend. Op 19 februari 2013 was de stand 861, en in januari 2025 stond de teller op 7403.

## Ontstaan

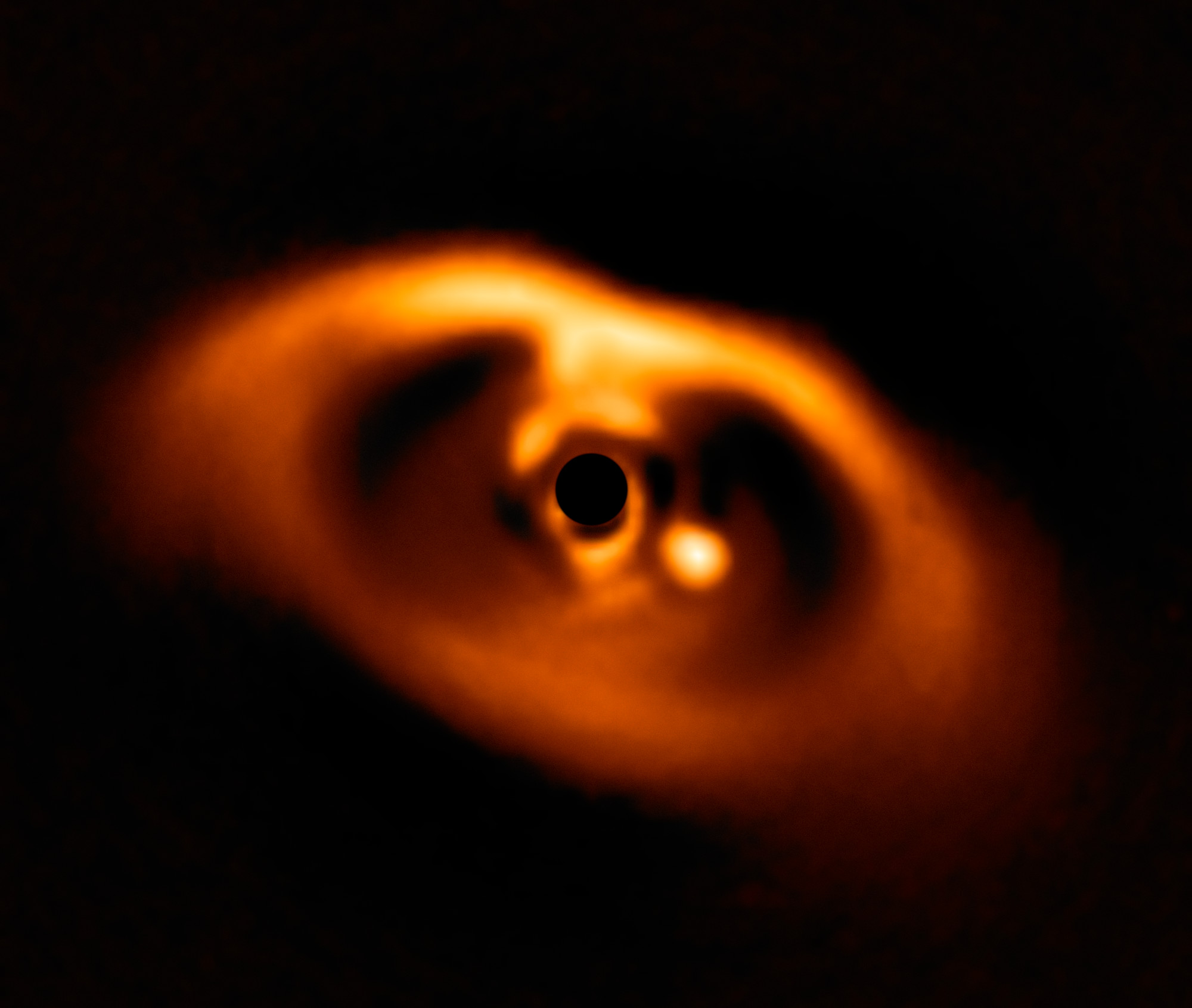
Infraroodfoto van de vorming van een planeet rond de ster PDS 70 (370 lichtjaar verwijderd). De ster in het midden is afgedekt om overstraling te voorkomen. Het gas en stof om de ster is zichtbaar. De vorming van de planeet door het klonteren van stof vindt plaats rechts, schuin onder de ster.
Foto ESO/A. Müller et al.

Planeten ontstaan uit planetesimalen in protoplanetaire schijven om pas gevormde sterren. In een eerder stadium hebben deze sterren een puinschijf. Het grootste deel van zo'n schijf klontert in het centrum samen tot een ster. Het overige gas en stof vormt zich langzaam tot protoplaneten, die later uitgroeien tot planeten. Bij jonge planeten dicht bij de ster kunnen de lichte gassen verdampen en blijft een rotsachtige kern over. Bij planeten die verder van de ster verwijderd zijn verloopt dat proces niet of veel langzamer.